# Barry Altschul
Barry Altschul (New York, 6 gennaio 1943) è un batterista statunitense.
Nel 1970, Altschul si unì Anthony Braxton (sax), Chick Corea (piano), Dave Holland (basso) e per formare il quartetto di musica d'avanguardia Circle. Il quartetto ebbe vita breve e Corea lasciò per avvicinarsi, con il gruppo Return to Forever, al genere fusion. Holland, Braxton e Altschul rimasero per la maggior parte degli anni 70, utilizzando come fiatisti, in varie occasioni, Kenny Wheeler, George Lewis o Ray Anderson e registrando per la Arista Records. Con l'aggiunta di Sam Rivers, il trio registrò l'album Conference of the birds (ECM) di Holland.